# Telefe
Telefe (Abkürzung für Televisión Federal S.A.) ist ein argentinischer Fernsehsender mit Sitz in Buenos Aires.
Der Sender entstand 1989 aus dem staatlichen Canal 11, der in diesem Jahr privatisiert und unter dem Verlag Atlántida (80 %) und News Corporation (20 %) aufgeteilt wurde. Seit 1997 gehört er zum Telefónica-Konzern.
Telefe ist derzeit der kommerziell erfolgreichste argentinische Fernsehsender. Er zeigt hauptsächlich Telenovelas (Fernsehromane) sowie verschiedene Shows, unter ihnen beispielsweise die Spielshow Susana Giménez der gleichnamigen argentinischen Fernsehmoderatorin. Daneben sind die Nachrichtenformate Telefe Noticias und Diario de Medianoche von Bedeutung, wobei ersteres auch in zahlreichen Regionalversionen gezeigt wird.
Kommerziell besonders erfolgreiche Sendungen der letzten Jahre waren die Lokalausgabe von Big Brother (El Gran Hermano), Star Academy (Operación Triunfo), die lokale Humorproduktion Caiga Quien Caiga (CQC) und die Fernsehserie Los Simuladores. Auch die bekannte Humorsendung Videomatch lief zeitweise auf Telefe, sie ist aber inzwischen unter einem anderen Namen (Showmatch) und stark geändertem Konzept (Wettbewerbsshow) zum Konkurrenten Canal 13 gewechselt. 
Zusätzlich hat Telefe internationale Signal (Telefe Internacional), das in Amerika, Europa, Ozeanien und Israel übertragen wird.
Im November 2016 wurde der Fernsehsender von Viacom für 345 Millionen US-Dollar übernommen. 
Im Jahr 2019 befindet sich der Fernsehsender nun im Besitz von Paramount Global (ehemals ViavomCBS), der Fusion von Viacom und CBS Corporation.

## Partnersender
Telefe betreibt in verschiedenen Provinzen Argentiniens folgende Partnersender, die neben einem Teil des Hauptprogramms auch eigene Produktionen senden:
- Canal 5 – Rosario
- Canal 7 – Neuquén
- Canal 8 (Teleocho) – Córdoba
- Canal 8 – Mar del Plata
- Canal 8 – San Miguel de Tucumán
- Canal 9 – Bahía Blanca
- Canal 9 – Mendoza
- Canal 11 – Salta
- Canal 13 – Santa Fe
- Canal 13 – Corrientes